# Прокіп (Хмельовський)
Про́кіп Хмельо́вський гербу Радван (Хмелевський, Хмілевський; пол. Prokop Chmielowski (Chmielewski) herbu Radwan; бл. 1600 чи 1603 — 22 лютого 1664 рр.) — єпископ Української Греко-католицької церкви; василіянин, архімандрит василіянського монастиря Св. Спаса в Дубно, адміністратор Острозької єпархії (1646—1664 рр.), титулярний єпископ Самбірський і адміністратор (єпископ-коад'ютор) Луцької єпархії (1651—1652 рр.), з 1652 року — єпископ перемиський.

## Життєпис
Освіту здобув у Браунсберзькій єзуїтській колегії, де розпочав навчання в 1620 р. У 1627–1631 рр. навчався в Колегії св. Бартоломея у Празі. Після свячень був проповідником у Мінську та Жировичах. У березні 1631 р. став бакалавром, у 1639 р. — ректором школи у Володимирі.
24 серпня 1639 року архимандрит Касіян Сакович відмовився від посади архимандрита Хрестовоздвиженського монастиря в Дубному, Прокіп Хмельовський став настоятелем обителі. В 1646 році призначений адміністратором Острозької єпархії (перебував на цьому уряді 18 років), а в 1651 — єпископом-коад'ютором (адміністратором) Луцьким (від'єднав Острог від Луцька, розділивши єпархію на дві половини, титулуючись також адміністратором Острозьким) й титулярним єпископом Самбірським з правом наслідування Перемиської єпархії. 2 березня 1651 року в Полоцьку його висвячено на єпископа. По смерті 6 травня 1652 року унійного Перемиського єпископа Атанасія Крупецького король Ян II Казимир надав 21 вересня того ж року свій королівський привілей Прокопові Хмельовському на зайняття Перемиської кафедри. В 1659 році став ще й архимандритом Дерманського монастиря. Обидві єпархії очолював до своєї смерти в Дермані 22 лютого 1664 р. У 1655 році відмовився від титулу Київського митрополита. Вів боротьбу з православним Перемиським єпископом Антонієм Винницьким.